# Bataille de Przasnysz
Première Guerre mondiale
Batailles
Front d'Europe de l’Est
- Stallupönen (08-1914)
- Gumbinnen (08-1914)
- Tannenberg (08-1914)
- Île d'Odensholm (08-1914)
- Lemberg (08-1914)
- Krasnik (08-1914)
- Komarów (08-1914)
- Lacs de Mazurie (I) (09-1914)
- Przemyśl (09-1914)
- Vistule (09-1914)
- Łódź (11-1914)
- Limanowa (12-1914)
- Bolimov (01-1915)
- Zwinin (02-1915)
- Lacs de Mazurie (II) (02-1915)
- Przasnysz (02-03-1915)
- Schaulen (04-07-1915)
- Gorlice-Tarnów (05-1915)
- Boug (06-08-1915)
- Narew (07-08-1915)
- Novogeorgievsk (08-1915)
- Varsovie (08-1915)
- Sventiany (09-1915)
- Lac Narotch (03-1916)
- Offensive Broussilov (06-1916)
- Offensive de Baranavitchy (07-1916)
- Turtucaia (09-1916)
- Offensive Flămânda (09-1916)
- Argeș (12-1916)
- Offensive Kerenski (07-1917)
- Bataille de Riga (09-1917)
- Opération Albion (09-10-1917)
- Mărășești (08-1917)
- Traité de Brest-Litovsk (03-1918)
- Traité de Brest-Litovsk (03-1918)
- Bakhmatch (03-1918)

Front d'Europe de l’Ouest
Front italien
Front des Balkans
Front du Moyen-Orient
Front africain
Bataille de l'Atlantique
La première bataille de Przasnysz (appelée Prasnyschskaja Operazija dans la littérature russe) a lieu pendant la Première Guerre mondiale du 18 février au 26 mars 1915 sur le front de l'Est. Le haut commandement allemand tente de construire une meilleure position défensive pour protéger la frontière sud de l'Empire en Prusse-Orientale en se dirigeant vers la Narew. Au même moment, à la frontière orientale de la Prusse-Orientale, la bataille d'hiver en Mazurie est menée par les 8e et 10e armées allemandes dans la région au nord d'Augustów. Le groupe d'armée Gallwitz doit intervenir sur la Narew pour lier les forces russes. Du 24 au 27 février 1915, la lutte pour la possession de la ville de Przasnysz se solde par la perte de plus de 100 000 soldats des deux côtés. Elle se termine par le repli allemand sur la position de départ, offrant un succès tactique aux troupes russes.

## Situation initiale

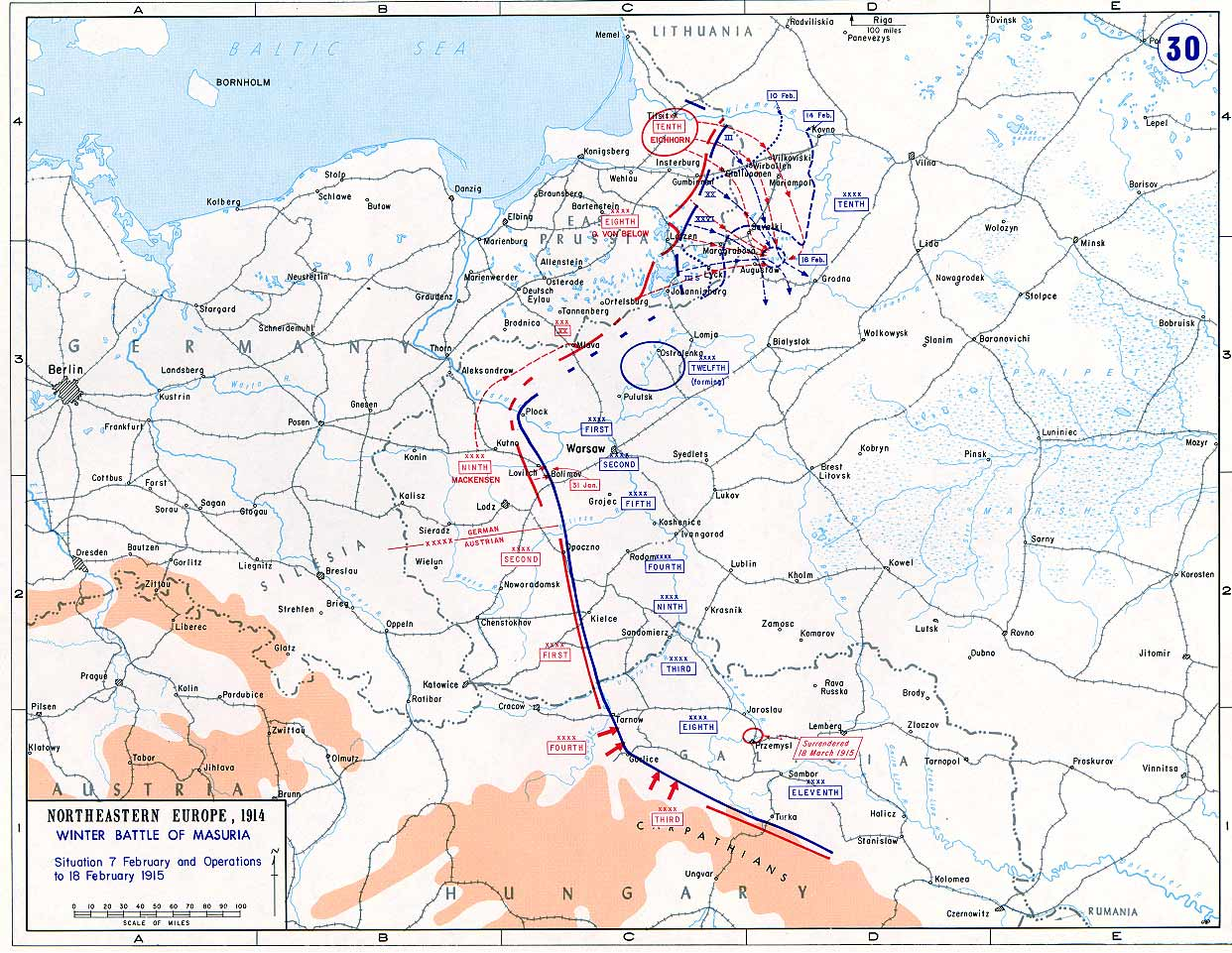
Position avant la bataille

Après la bataille de Tannenberg et la bataille des lacs de Mazurie, les deux adversaires passent à la guerre de tranchées à la frontière de la Prusse-Orientale fin septembre 1914. La première avancée allemande vers Varsovie échoue lors de la bataille de la Vistule fin octobre.
Après la bataille de Łódź, le commandement suprême de l'armée allemande (OHL) décide de renouveler l'attaque vers Varsovie pour prévenir une attaque russe attendue sur Thorn. Le 15 février 1915, le 1er corps de réserve reçoit l'ordre d'abandonner sa position à Mława et est affecté au groupe d'armées Gallwitz près de Willenberg.
Jusqu'au 20 février, de fortes forces russes sont déployées à l'est de Łomża : le corps du Turkestan est près de Przasnysz, le 19e corps à Ciechanów, le 1er corps sibérien (de) à Pułtusk et le 2e corps sibérien près d'Ostrołęka sont concentrés pour percer entre la 8e et 10e armées allemandes en direction de Thorn.

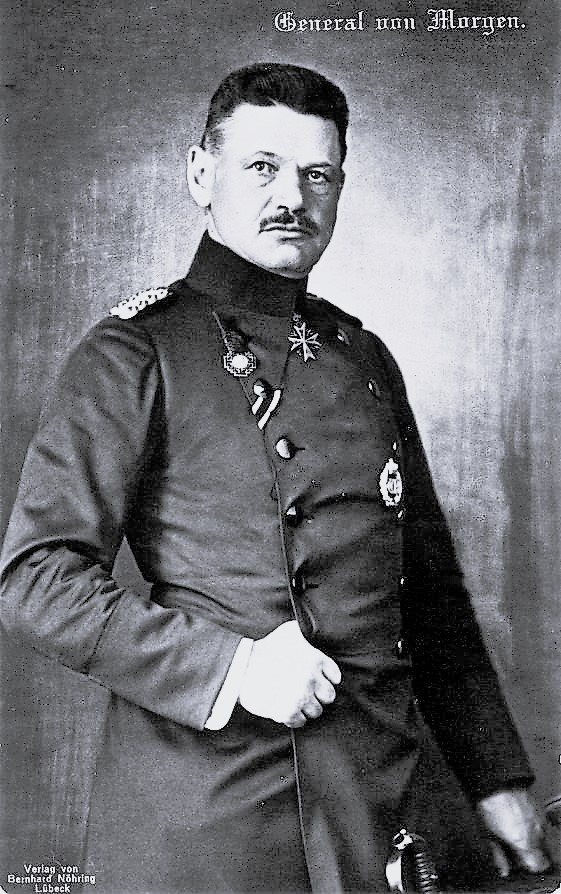
Général Curt von Morgen

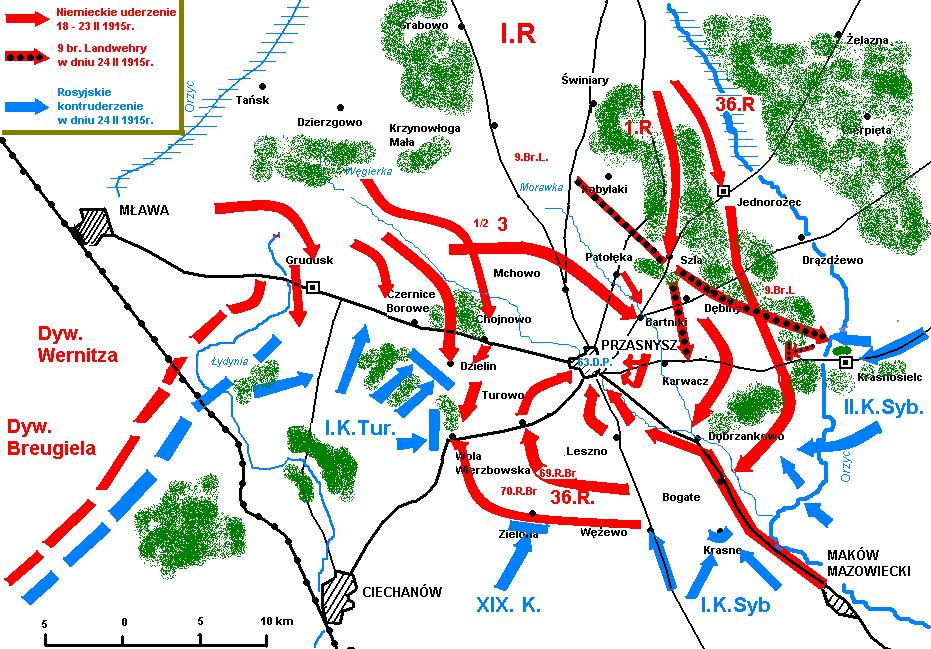
Première phase d'attaque entre le 18 et le 24 février 1915

## Première phase d'attaque
Le 18 février, le général commandant, Curt von Morgen, franchit à nouveau la frontière de l'Empire près de Chorzele. Il est initialement prévu de contourner Przasnysz par l'est, puis d'encercler la localité pour ensuite agir au sud sur les formations russes qui se ruent à l'assaut. Néanmoins, le général von Morgen décide de prendre la localité tôt afin de s'approprier le nœud routier pour améliorer son ravitaillement. La 1re division de réserve du lieutenant-général Sigismund von Förster, tandis que la 36e division de réserve du lieutenant-général Kruge couvre l'action vers l'extérieur.
ace au front allemand, au sud, la 1re armée du général der Kavallerie Alexander Litvinow (de), forte de dix divisions et demie, est largement supérieure en nombre aux troupes d'attaque allemandes 
- 1er corps du Turkestan (général Scheideman avec les 1re, 2e et 3e brigades d'infanterie turkestanaises et la 11e division de tirailleurs sibériens)
- 19e corps d'armée (général d'infanterie Gorbatovsky avec les 17e, 38e divisions d'infanterie et 63e division de réserve)
- 14e division de cavalerie (général Erdeli) du 1er corps de cavalerie (général Oranowski).
- Le 1er corps d'armée sibérien (lieutenant général Pleshkov (de) avec les 1re et 2e divisions de fusiliers sibériens) avance également depuis le sud de Makow.
- Le 2e corps d'armée sibérien (lieutenant-général Sychevsky avec les 4e et 5e divisions de fusiliers sibériens) de la 12e armée russe (General der Kavallerie Plehwe) intervient plus tard dans les combats.

Le corps « Zastrow (de) » placé à l'aile droite du groupe d'armée Gallwitz, est engagé dans de durs combats avec la 11e division sibérienne et le 1er corps turkestanais. Entre-temps, la masse des 1re et 36e divisions de réserve encercle la ville, la 72e brigade d'infanterie de réserve menant son attaque principale du nord et de l'est, la 1re brigade d'infanterie de réserve du sud-est. Le 23 février, le général Morgen envoie un habitant de Szla au commandant russe de Przasnysz, lui demandant de se rendre afin d'éviter une nouvelle effusion de sang. La réponse donnée peu après est négative, ce dernier ne se sentant pas autorisé à faire une telle démarche. Le lendemain, 24 février, le 21e régiment d'infanterie de réserve constate l'arrivée de nouvelles forces ennemies en provenance de l'est, le 2e corps sibérien s'engage dans la bataille. Le général von Morgen presse alors le pas et ordonné à la 1re division de réserve de prendre Przasnysz sous le feu. Le parvis de l'église et la caserne située à la sortie sud-est furent particulièrement touchés. La 9e brigade de landwehr assurait seule la sécurité à l'est sur le secteur d'Orzyc, face au 2e corps sibérien qui ne s'était pas encore déployé, mais elle reçut la promesse d'un renfort prochain par une brigade de la 3e division d'infanterie et, plus au nord-est, par la 6e division de cavalerie.

### Combat mouvementé pour Przasnysz 24-27 février 1915

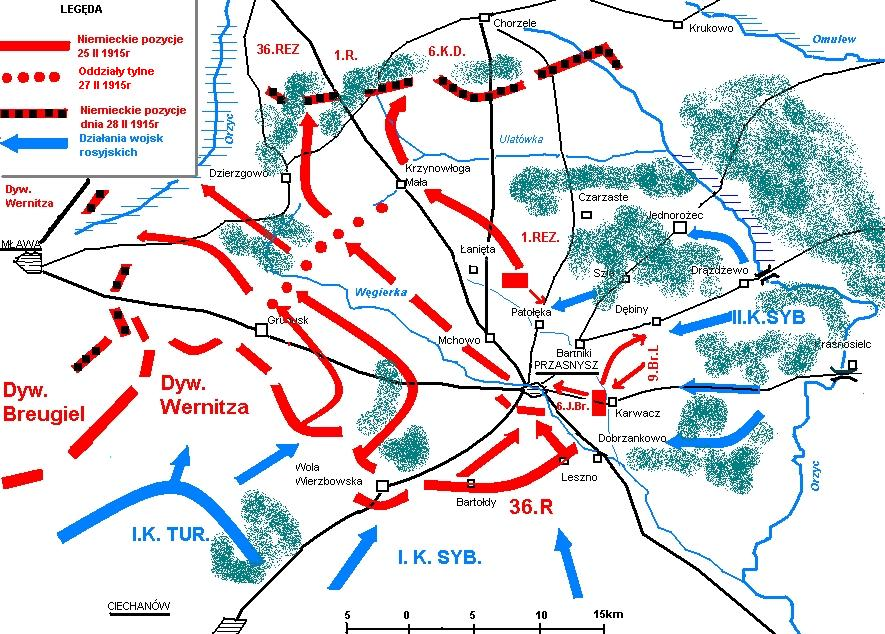
La contre-attaque russe à Przasnysz, entre le 25 et le 28 février 1915

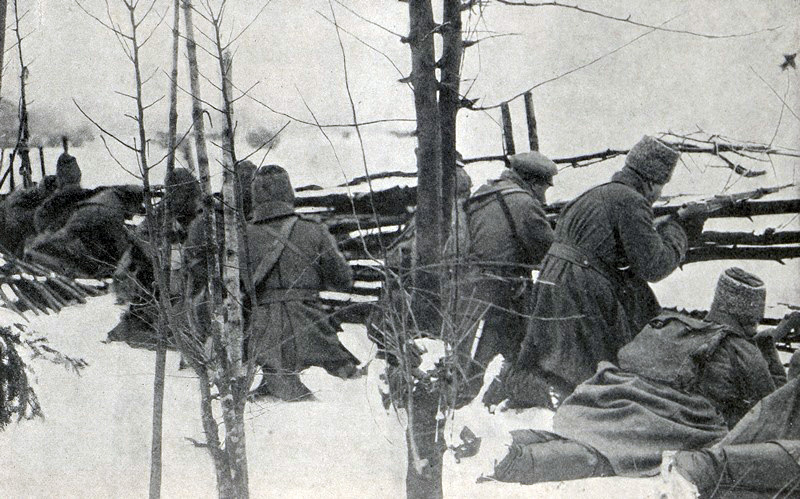
Défenseurs russes de Przasnysz

Le 24 février, vers 16 heures, le commandant de la 1re division de réserve, le Generalleutnant von Förster, ordonne de prendre d'assaut la ville et de s'en emparer. La 63e division de réserve russe perd environ 10 000 prisonniers, 36 pièces d'artillerie, 14 mitrailleuses, un drapeau et 500 chevaux. Le commandant de la ville, qui a attendu en vain cette libération, se voit remettre son sabre en signe de reconnaissance militaire.
Le 25 février, la contre-attaque russe a lieu, l'attaque de dégagement russe commence par le sud-ouest, le sud-est et l'est. Grâce à elle, la ville n'a plus besoin d'être protégée par les Allemands au sud. L'attaque russe est principalement menée contre le flanc est du front allemand, tenu par la 9e brigade de Landwehr et la demi-3e division d'infanterie fraîchement arrivée. Ces unités sont désormais subordonnées au groupe d'armées Gallwitz et marchent vers le sud-est en direction de Bartniki, laissant l'unité de Landwehr dans la région de Karwacz. Le vide laissé doit maintenant être comblé par le 59e régiment d'infanterie de réserve ; mais à la périphérie du village, ces unités sont déjà soumises à un feu nourri de la part des unités russes qui fonçaient sur elles. Un commandant de régiment de la division Wernitz, qui a lui-même perçu la montée des unités russes à Karwacz, est d'abord invité en vain à revenir de Dobrshankowo et à rejoindre l'aile gauche de la 36e division de réserve.
Le général von Morgen obtient alors de l'AOK que les deux divisions du corps Zastrow (division Breugel et division Wernitz) soient placées sous son commandement. Les transmetteurs d'ordres ne peuvent pas atteindre le régiment coupé à Bartniki, ce qui entraîne la perte d'un drapeau de bataillon du 34e régiment de fusiliers et de deux canons. Après que les troupes russes ont progressé dangereusement au nord de Bratniki entre la 3e division d'infanterie et la 1re division de réserve, l'aile gauche de la 1re division de réserve risque d'être englobée. Le 27 février, à 11 heures, la 9e brigade de Landwehr reçoit l'ordre de se replier de Bratniki (nord-est) vers l'entrée sud-ouest de Przasnysz. Bien que le rassemblement des régiments n'ait pas perturbé par l'artillerie russe, l'évacuation des hauteurs près des villages de Smoleń-Poluby doit être effectuée rapidement. Przasnysz doit être évacué le jour même par la 1re division de réserve.

### Retraite allemande
Comme les renforts qui se trouvent à Willenberg pour être évacués ne peuvent plus atteindre le champ de bataille, le général von Morgen décida de détacher immédiatement de l'ennemi le Ier corps de réserve, dont une partie est étroitement enchevêtrée, et d'entamer la retraite. Le soir du 27 février, après être arrivée à la ligne de village Smoleń-Poluby devant Kranosielc, la 9e brigade d'infanterie de Landwehr, déployée le plus à l'est, reçoit l'ordre de se replier immédiatement sur la ligne Rudno-Jeziorowe. Sous la pression du 2e corps sibérien, le 24e régiment d'infanterie de Landwehr doit former l'arrière-garde de Smoleń-Poluby via Bartniki. Le repli de la 36e division de réserve du général Kruge, engagée dans l'avant-terrain sud de Przaznyz, s'effectue alors sous la pression du 1er corps sibérien, à travers la ville vers le nord. Les difficultés du terrain lors du repli général du 1er corps de réserve sur le secteur d'Ulatowka ne peuvent être surmontées qu'au prix de gros efforts, mais l'intervention de la 6e division de cavalerie permet de soulager l'aile gauche. Entre-temps, on tente de mettre en place une position intermédiaire et de passer à la guerre de position. Mais dès le 28 février, il faut à nouveau céder à la poussée des corps sibériens et continuer à reculer vers le nord,

## Seconde phase d'attaque
Une contre-attaque allemande a déjà été programmée du 7 au 9 mars, après quoi l'OHL juge encore la situation avec optimisme. C'est alors que la pression du 23e corps d'armée (le général d'infanterie Olochow avec la 3e division de la Garde et la 2e division d'infanterie) se fait sentir sur la 12e armée russe, qui sort de sa réserve pour s'engager dans les combats.
Le 14 mars, les troupes russes réussissent à repousser le 24e régiment d'infanterie de réserve dans la région de Jednorosyetz et à s'emparer de 16 pièces d'artillerie. La contre-attaque immédiatement lancée par la 36e division, la 6e division de cavalerie et la 11e brigade de réserve, ainsi que par d'autres éléments encore disponibles de la 1re division de réserve et de la 70e brigade de réserve, ne donne que des résultats partiels. Finalement, l'espoir de récupérer la position ou les canons perdus s'évanouit pour les Allemands. La 36e division de réserve doit se replier sur la ligne au sud de Mlawa-Chorzele devant la supériorité russe. Le 26 mars, l'ancienne position de départ a été reprise.
Fin mars 1915, la 2e division d'infanterie et la 75e division de réserve doivent être amenées pour stabiliser le front allemand. Le rapport de l'armée du 16 juillet 1915 fait état de 46 attaques russes graves du 13 au 23 mars 1915, 25 de jour et 21 de nuit. La 12e armée russe réussit à s'imposer dans la région au nord de Przasnysz jusqu'au début de l'offensive allemande sur la Narew à la mi-juillet 1915.
Les commandants en chef russes, le grand-duc Nicolas Nikolaïevitch et Nikolaï Rouzski, doivent cependant renoncer à de nouvelles offensives pour occuper la Prusse-Orientale. D'une part, la voie vers les États baltes est encore ouverte aux Allemands après la bataille d'hiver en Mazurie, et d'autre part, sur le front sud-ouest, après l'affaiblissement de la bataille dans les Carpates, la situation dans l'arc de front russe en Galicie n'est pas encore décidée. (voir la bataille de Gorlice-Tarnow).

## Autre
Pour le centenaire de la bataille, le 16 février 2015, une reconstitution est organisée à Przasnysz avec de nombreux figurants.